# Vəliuşağı
Vəliuşağı è un comune dell'Azerbaigian situato nel distretto di Bərdə. Conta una popolazione di 420 abitanti.